# Страдела (Парма)
Страдела је насеље у Италији у округу Парма, региону Емилија-Ромања.
Према процени из 2011. у насељу је живело 88 становника. Насеље се налази на надморској висини од 103 м.